# Mladen Lompar
Mladen Lompar (Cetinje, 22. ožujka 1944. – Kotor, 15. kolovoza 2017.), crnogorski pjesnik, esejist i likovni kritičar

## Životopis
Rođen na Cetinju. Muzejski savjetnik. U Beogradu završio Filozofski fakultet, odjel za povijest umjetnosti. Radio je kao kustos u Narodnom muzeju. Obnašao je dužnost Umjetničkog muzeja Crne Gore na Cetinju od 1984. do 1995. godine. S položaja je smijenjen jer nije dopustio da se u Muzej unesu ukradene slike s hrvatskog ratišta. Živio na Cetinju. Po dobi je bio najstariji i u književnom krugo miljeu najpoznatiji u onom malom formativnom krugu crnogorskih indipendista okupljenih u Književnoj općini Cetinja. Bio je među nekolicinom koji nikad nije odstupio, iznevjerio ili izdao prvobitne ideje časti i prijateljstva, borbe za nacionalna i građanska prava. U kritičnim situacijama, poput kad se spremala partijska odmazda prema čelnicima Književne opštine Cetinja ili nekoliko godina kasnije kad je trebalo spašavati Sretena Vujovića od policije poslije napada na Momira Bulatovića, pokazao se hrabrijim i hladnokrvnijim od bukača. Pridonio je nemjerljivo u osnivanju Književne opštine Cetinja. Osobito je pridonio u pokretanju, profiliranju u vizualnom i koncepcijskom smislu časopisa Ars. Bio je idealist koji je životom potvrdio stvarnost da idealisti stvaraju svjetove, ali da im se idejama okoristi drugi, manje maštoviti i nadareniji za realpolitiku. Kad se Crna Gora osamostalila, teško mu je padalo što je u godinama poslije kad se očekivalo da će se crnogorstvo nezaustavljivo emancipirati, dogodilo da je nacionalna politika propala zbog nedoraslosti, površnosti ili nevoljnosti vlasti, i kao posljedica odumiranje institucija i asocijacija koje su imale presudnu ulogu u buđenju nacionalne svijesti i građanskog otpora 1990-ih. Osobito ga je teško pogađalo konvertitstvo i renegatstvo onih svojih supatnika iz prve polovice devedesetih godina 20. stoljeća. Povlačio je usporednice s činjenicom da je najveći motiv u narodnoj književnosti poslije junaštva izdaja. Kao najveći pjesnički talent, najbolja je djela stvorio u zreloj životnoj dobi. Kao pravi izvorni pjesnik, bio je izvrsni poznavatelj likovnosti. Pjesme su mu melankolične, refleksivne i nostalgične vizije Cetinja i Mediterana. Za crnogorsko pjesništvo zaslužan je jer je unio dotad nepoznatu rafiniranost i otmjenost crpeći si nadahnuća iz stare dukljanske baštine, Crnojevića tiskare, legendi o gospođama Jakvinti i Darinki i dr. U pjesništvu je u ranoj fazi bio istančano lirski, jezgrovitih jezičnih sklopova i ljubavne tematike. 1991. je prešao na druge načine iskazivanja,  od Prostora izgubljene svjetlosti. Prepoznatljiva slobodna stiha i po izostavljanju znakova razgotka i parentezama. Nacionalna zajednica Crnogoraca Hrvatske objavila je izbor njegove poezije.
Preveden je na nekoliko jezika: slovenski, makedonski, bugarski, francuski, engleski, albanski.
Pisao o crnogorskim slikarima. Autor brojnih izložbi crnogorske umjetnosti i muzejskih postavki. Vodio je izdavačku kuću koja je objavljivala naslove mladih i afirmiranih crnogorskih pisaca, te naslove iz povijesti.
Bio je član i potpredsjednik Dukljanske akademije znanosti i umjetnosti, Crnogorskog društva nezavisnih književnika (i jedan od osnivača) i predsjednik Crnogorskog PEN centra. Bio je glavni i odgovorni urednik časopisa Ars. 
Bio je komesar II. i III. Cetinjskog bijenala.

## Djela
Djela:
- Pustinožitelj, 1970.
- Karabojno žitije, 1972.
- Tajni osvit, 1975.
- Noć poslije, 1981.
- Uzalud riječ, 1986.
- Dnevnik iz boce, 1991.
- Prostor izgubljene svjetlosti, 1991.
- Dodir za gubilište, 1993.
- Kraljica Jakvinta, opat Dolči i vrijeme stida, 1995.
- Tri pisma Darinki i narod jedinstvenog kraja, 1996.
- Boca lude princeze, 1997.
- Triptihon iz nacionalne biblioteke, 1998.
- Tišina četvrtog pečata, 1999.
- Noć iz lapidarija, 2003.
- Sjena na sceni, 2004.
- Senca na prizorišču, 2006.
- Triptihon iz nacionalne biblioteke, 2008.
- Vrijeme u kojem sam prošlost hronike rastrojstva, 2008.
- Sedam redova života, 2009.

Objavio je monografije o crnogorskim slikarima.

## Nagrade
Nagrade:
- Nagrada DANU Zlatni pečat Crnojevića, 2002.
- Nagrada Risto Ratković, 2004.
- Trinaestosrpanjska nagrada, 2007.
- Nagrada Vito Nikolić, 2009.
- Nagrada Miroslavljevo evanđelje
- Nagrada Aleksandar Leso Ivanović